# مركز الكتاب للبحوث والدراسات
مركز الكتاب للبحوث والدراسات (بالإنجليزية: Alkitab Center for Research & Studies)‏ مركز بحثي مستقل تأسس في 5 ديسمبر 2018 على يد نخبة من المثقفين، مرخص من قبل وزارة التخطيط والتنمية الاقتصادية والتعاون الدولي في ولاية بونتلاند الصومالية، ويحمل الرقم الوطني (MOPIC/0327/2019).

## النشاط
يعد مركز الكتاب للبحوث والدراسات، هيئة علمية بحثية، ويهدف إلى توفير نشاط علمي في مجال الدراسات من خلال:
- المكتبة[4]
- البحوث[5][6]
- المحاضرات والندوات[7][8]
- الدوريات[9]

## أهداف المركز
يطمح مركز الكتاب للبحوث والدراسات إلى تحقيق جملة من الأهداف:
- تشجيع العمل البحثي والرقي بمستواه في المنطقة.
- تنمية المهارات البحثية لدى طاقم المركز وأعضائه.
- توجيه البحوث والدراسات بما يحقق حلّ المشاكل المجتمعية وفقا للأسس العلمية وبما يخدم بناء المعرفة.
- توفير البيئة المحفزة للباحثين والكتّاب على الإنتاج والبحث العلمي.
- تعزيز التعاون مع مراكز البحوث المحلية والإقليمية والعالمية.
- تأكيد الصلة بين المركز والمجتمع من خلال تبني قضايا المجتمع في أعمال المركز.
- تمثيل الصومال في المحافل العلمية الدولية ومؤتمرات البحث العالمية.
- رفع مستوى جودة البحوث التخصصية لطلبة الجامعات.
- تشجيع الكتّاب والمؤلفين الصوماليين ودعمهم.[2]

## روابط خارجية
- واقع اللغة العربية في الصومال - الحلقة السلدسة مع أستاذ إبراهيم عبدالقادر محمد مدير مركز الكتاب
- حصاد المركز في ست شهور (النصف الأول من عام 2019)